# Krista White
Krista White es una modelo estadounidense, más conocida por haber sido la ganadora del ciclo 14 de America's Next Top Model.

## En America's Next Top Model
En marzo del 2010, White apareció en el reality show America's Next Top Model ciclo 14, junto a otras 12 chicas que esperaban ser la siguiente ganadora del reality, White entró a la competencia como una chica mas la cual no brillaba, esta chica afroamericana de apariencia fuerte poco a poco fue demostrando su fortaleza en sus fotos y su brillo personalmente, esta chica siempre será recordada por tres cosas:
La primera es el hecho de que ella llegó a ser la quinta ganadora afroamericana después de Eva Pigford (ANTM ciclo 3), Danielle Evans (ANTM ciclo 6), Saleisha Stowers (ANTM ciclo 9) y Teyona Anderson (ANTM ciclo 12).
Y que llegó a ser otra de las chicas que nunca obtuvo un Bottom Two como Joanie Dodds (ciclo 6), Jaslene González (ANTM ciclo 8), Anya Rozova (ANTM ciclo 10), McKey Sullivan (ANTM ciclo 11) y Nicole Fox (ANTM ciclo 13).
Y por último que esta chica es la ganadora de más edad en ANTM con 24 años el récord lo sostenía Yoanna House (ANTM ciclo 2) con 23 años.
Esta chica empezó a sentir la competencia abajo por lo cual empezó a desear tener un 1.er llamado sin embargo su esfuerzo dio frutos recibiendo 4 llamados seguidos de primera obteniendo el pase hasta el final, llegó al final siendo muy fuerte, los jueces la eligieron como la ganadora porque ella creció desde el comienzo de la competencia convirtiéndose en la decimocuarta ganadora de America's Next Top Model, y quedando como finalista Raina Hein.

## Carrera como modelo
Por haber sido la ganadora de America's Next Top Model recibió un contrato con la agencia de modelos Wihelmina Models, una portada y un reportaje en la revista Seventeen y un contrato por $ 100.000 dólares con cosméticos CoverGirl. Además, Krista ha modelado para Betsey Johnson y Sergio Guadarramo en la colección Celestino Collection y además algunas fotos de prueba.